# Roeselia phylla
Roeselia phylla är en fjärilsart som beskrevs av Dyar 1898. Roeselia phylla ingår i släktet Roeselia och familjen trågspinnare. Inga underarter finns listade.